# Línia
Línia är en ort i Grekland.   Den ligger i prefekturen Nomós Kerkýras och regionen Joniska öarna, i den västra delen av landet, 400 km väster om huvudstaden Aten. Línia ligger 95 meter över havet och antalet invånare är 218. Den ligger på ön Korfu.
Terrängen runt Línia är platt åt sydost, men åt nordväst är den kuperad. Havet är nära Línia västerut.  Närmaste större samhälle är Korfu, 19,8 km norr om Línia. 